# Запокровский
Запокровский — село в Калганском районе Забайкальского края в составе сельского поселения «Шивиинское».

## География
Село находится в юго-восточной части района на расстоянии примерно 21 километр по прямой на юго-востоку от села Калга. 
Климат
Климат характеризуется как резко континентальный. Средняя температура самого холодного месяца (января) составляет −26 — −28°С, температура самого тёплого (июля) — 18 — 20°С. Среднегодовое количество атмосферных осадков составляет 350—500 мм.

## Население
| 1959 | 1970  | 1979 | 2010 | 2021 |
| ---- | ----- | ---- | ---- | ---- |
| 1667 | ↘1082 | ↘172 | ↘10  | ↘3   |

Население села составляло в 2002 году 20 человек (100% русские), в 2010 году 10 человек .